# Rätvingesländor
Rätvingesländor är en numera avskaffad ordning av insekter. Dit har räknats trollsländor, dagsländor, bäcksländor och stövsländor.